# القوزاق (فلم 1928)
القوزاق (بالإنجليزية: The Cossacks) هو فيلم أبيض وأسود درامي أمريكي صامت تم إنتاجه عام 1928 وتم توزيعه بواسطة مترو غولدوين ماير وإخراج جورج هيل وكلارنس براون. الفيلم من بطولة جون جيلبرت ورينيه أدوريه ، وهو مأخوذ عن رواية 1863 القوزاق التي كتبها ليو تولستوي.

## روابط خارجية
- The Cossacks  في قاعدة بيانات الأفلام على الإنترنت (بالإنجليزية)
- Synopsis على موقع أول موفي.
- القوزاق (فلم 1928) في قاعدة بيانات تيرنر كلاسيك موفيز للأفلام.
- القوزاق على فهرس معهد الفيلم الأمريكي
- Lobby poster
- Australian Daybill long poster